# بروز

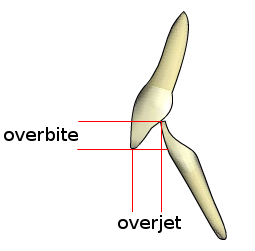
البروز أو التجاوز الأفقي.

البروز أو التراكب الأفقي أو التجاوز الأفقي (بالإنجليزية: overjet)‏، هو امتداد التجاوز الأفقي (الأمامي-الخلفي) للقاطع المركزي للفك العلوي فوق القاطع المركزي للفك السفلي. في الصنف الثاني القسم الأول من سوء الإطباق ويزداد البروز كلما زاد بروز الأسنان الأمامية للفك العلوي للأمام.